# Відзнака «Найкращий військовий Повітряних сил року» (США)

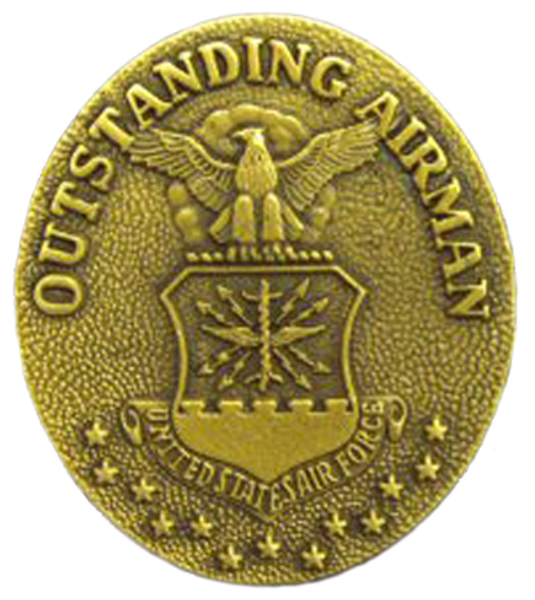
Знак відзнаки «Найкращий військовий Повітряних сил року»

Відзнака «Найкращий військовий Повітряних сил року» (США) (англ. Outstanding Airman of the Year Ribbon) — військова нагорода для заохочення особового складу в Повітряних силах США.

## Зміст
Відзнака «Найкращий військовий Повітряних сил року» була заснована наказом секретаря Повітряних сил Гарольда Брауна від 21 лютого 1968 року. Перше нагородження відбулося у червні 1970 року. Ця нагорода є найвищою для персонального нагородження найкращих військовослужбовців сержантського складу у цьому виді збройних сил.